# Dorothy Mackaill
Dorothy Mackaill (4 mars 1903 - 12 août 1990) est une actrice anglaise, connue essentiellement au cinéma muet mais aussi aux débuts du cinéma parlant dans les années 1930, aux États-Unis.

## Biographie
Née à Hull en Angleterre, Dorothy Mackaill vit avec son frère après la séparation de leurs parents alors qu'elle n'a que 11 ans. Encore adolescente, elle part pour Londres pour devenir actrice de théâtre. Après avoir emménagé provisoirement à Paris, elle rencontre un chorégraphe de scène du Théâtre de Broadway qui la persuade de partir pour New York où elle s'implique dans les Ziegfeld Follies et se lie d'amitié avec les futures actrices de cinéma Marion Davies et Nita Naldi.
En 1920, Mackaill commence sa reconversion de « Follies Girl » vers une carrière d'actrice de cinéma. Elle apparaît cette année-là dans son premier film, The Face at the Window, réalisé par Wilfred Noy. Elle fait des apparitions également dans plusieurs comédies de 1920 avec l'acteur Johnny Hines. En 1921, elle joue avec Anna May Wong, Noah Beery et Lon Chaney dans le drame Bits of Life réalisé par Marshall Neilan. Durant les années suivantes, Mackaill apparaît aux côtés d'acteurs parmi les plus populaires tels que Richard Barthelmess, Rod La Rocque, Colleen Moore, John Barrymore, George O'Brien, Bebe Daniels, Milton Sills et Anna Q. Nilsson.
En 1924, Dorothy Mackaill s'élève au rang de Lady dans le drame The Man Who Came Back aux côtés de George O'Brien. Son rôle d'une chanteuse de nightclub, Marcelle, la transforme en véritable star hollywoodienne. Sa carrière se poursuit avec succès tout au long des années 1920. En 1924, elle est récompensée d'un Wampas Baby Stars par la Western Association of Motion Pictures Advertisers aux États-Unis aux côtés de Clara Bow, Julanne Johnston et Lucille Ricksen.
En 1926, Dorothy Mackaill épouse le réalisateur Lothar Mendes, mais ils divorcent au bout de deux ans. Elle se marie encore deux fois ensuite : de 1931 à 1934 avec Niel Miller, puis avec Harold Patterson de 1934 à 1938, deux mariages qui se terminent également par des divorces.
L'industrie du cinéma subissant de grands bouleversements à l'avènement du parlant à la fin des années 1920 et au début des années 1930, Mackaill se retrouve comme nombre de ses pairs révélés par le cinéma muet dans une situation délicate. Son contrat cinématographique 
chez First National Pictures n'est pas renouvelé à son terme en 1931 et Mackaill devient une actrice libre de choisir son agent. Son rôle le plus mémorable de l'époque est dans Love Affair des studios Columbia Pictures où elle joue avec Humphrey Bogart. Elle se retire en 1937 pendant plusieurs années pour prendre soin de sa mère âgée.
Dorothy Mackail sort pourtant quelques fois de cette retraite pour apparaître dans des rôles pour la télévision, notamment dans plusieurs épisodes de la série Hawaï police d'État.
Dorothy Mackaill s'est éteinte à Honolulu en 1990 à l'âge de 87 ans. Ses cendres furent dispersées dans l'océan, à Waikiki Beach.

## Filmographie

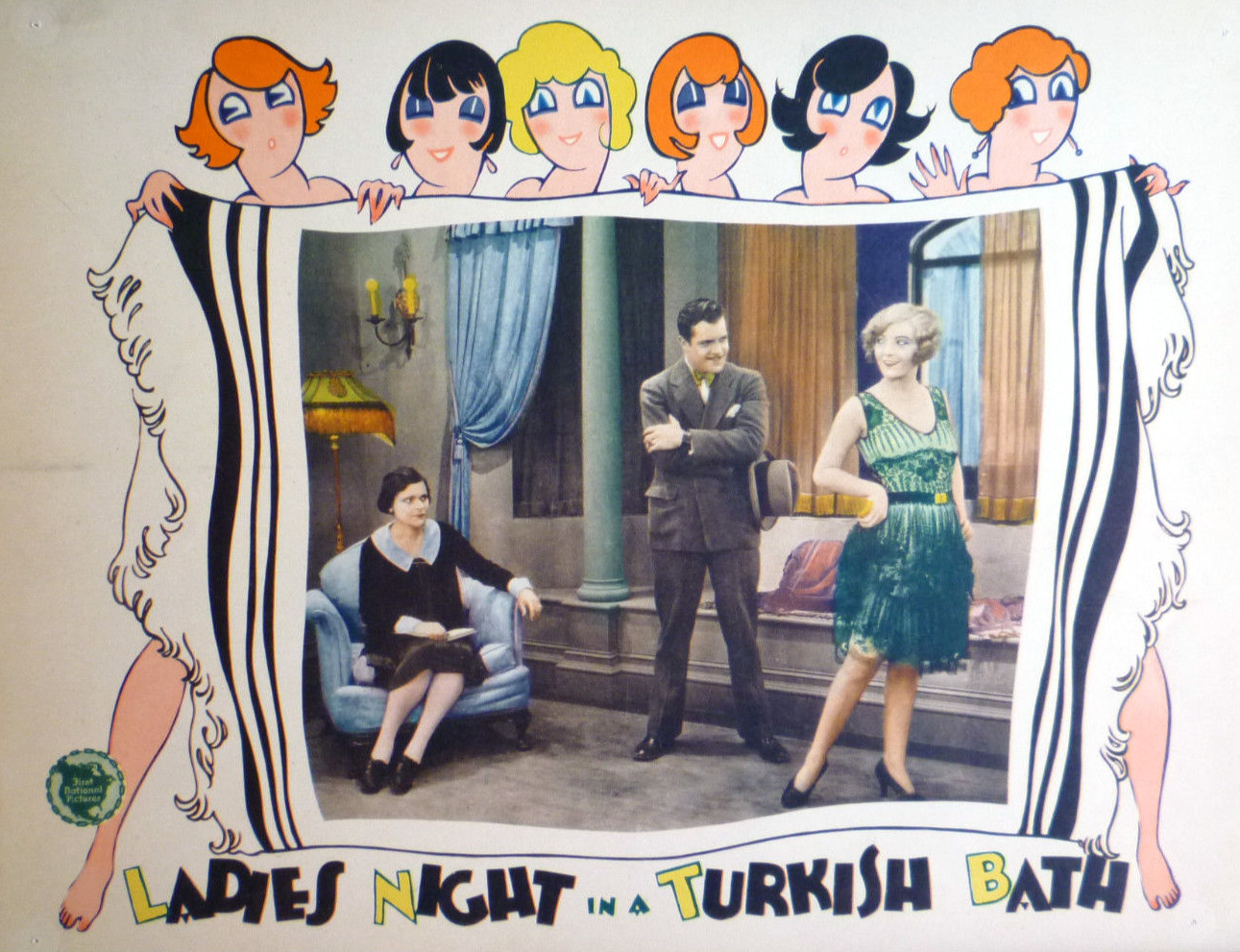
Dorothy Mackaill (à droite) avec Ethel Wales (assise à gauche) et Jack Mulhall sur une affiche publicitaire pour Ladies' Night in a Turkish Bath (1928).

- 1920 : The Face at the Window de Wilfred Noy
- 1920 : Torchy de Charles Hines
- 1920 : Torchy's Millions
- 1921 : Torchy's Promotion
- 1921 : Bits of Life de Marshall Neilan
- 1921 : The Lotus Eater de Marshall Neilan (non créditée)
- 1922 : Isle of Doubt de Hamilton Smith : Eleanor Warburton
- 1922 : A Woman's Woman de Charles Giblyn : Sally Plummer
- 1922 : The Streets of New York de Burton L. King : Sally Ann
- 1922 : The Inner Man de Hamilton Smith : Sally
- 1923 : Mighty Lak' a Rose de Edwin Carewe : Rose Duncan
- 1923 : The Broken Violin de John Francis Dillon : Constance Morley
- 1923 : The Fighting Blade de John S. Robertson : Thomsine Musgrove
- 1923 : The Fair Cheat de Burton L. King : Camilla
- 1923 : His Children's Children de Sam Wood : Sheila
- 1923 : Twenty-One de John S. Robertson : Lynnie Willis
- 1924 : The Next Corner de Sam Wood : Elsie Maury
- 1924 : What Shall I Do? de John G. Adolfi : Jeanie Andrews
- 1924 : The Man Who Came Back de Emmett J. Flynn : Marcelle
- 1924 : The Painted Lady de Chester Bennett; Violet
- 1924 : The Mine with the Iron Door de Sam Wood; Marta Hillgrove
- 1925 : Un joueur enragé (The Bridge of Sighs) de Phil Rosen : Linda Harper
- 1925 : One Year to Live de Irving Cummings : Marthe
- 1925 : Chickie de John Francis Dillon : Chickie
- 1925 : The Making of O'Malley de Lambert Hillyer avec Milton Sills : Lucille Thayer
- 1925 : Shore Leave de John S. Robertson : Connie Martin
- 1925 : Joanna de Edwin Carewe : Joanna Manners
- 1926 : The Dancer of Paris d'Alfred Santell : Consuelo Cox
- 1926 : Ranson's Folly de Sidney Olcott : Mary Cahill
- 1926 : Subway Sadie d'Alfred Santell : Sadie Hermann
- 1926 : Just Another Blonde de Alfred Santell : Jeanne Cavanaugh
- 1927 : The Lunatic at Large de Fred C. Newmeyer : Beatrix Staynes
- 1927 : Convoy de Joseph C. Boyle : Sylvia Dodge
- 1927 : Smile, Brother, Smile de John Francis Dillon : Mildred Marvin
- 1927 : The Crystal Cup de John Francis Dillon : Gita Carteret
- 1927 : Man Crazy de John Francis Dillon : Clarissa Janeway
- 1928 : Ladies' Night in a Turkish Bath d'Edward F. Cline : Helen Slocum
- 1928 : Lady Be Good de Richard Wallace; Mary
- 1928 : The Whip de Charles Brabin : Lady Diana
- 1928 : Waterfront de William A. Seiter : Peggy Ann Andrews
- 1928 : Forains (The Barker) de George Fitzmaurice : Lou
- 1929 : His Captive Woman de George Fitzmaurice : Anna Janssen
- 1929 : Mademoiselle et son chauffeur (Children of the Ritz) de John Francis Dillon : Angela Pennington
- 1929 : Two Weeks Off de William Beaudine : Kitty Weaver
- 1929 : Hard to Get de William Beaudine : Bobby Martin
- 1929 : The Great Divide de Reginald Barker : Ruth Jordan
- 1929 : The Love Racket (en) de William A. Seiter : Betty Brown
- 1930 : Strictly Modern (en) de William A. Seiter : Kate
- 1930 : The Flirting Widow de A.E.W. Mason : Miss Celia Faraday
- 1930 : The Office Wife de Lloyd Bacon : Anne Murdock
- 1930 : Man Trouble de Berthold Viertel : Joan
- 1930 : Bright Lights (en) de Michael Curtiz : Louanne 'Lou'
- 1931 : Once a Sinner (en) de Guthrie McClintic : Diana Barry
- 1931 : Kept Husbands de Lloyd Bacon; Dorothea 'Dot' Parker Brunton
- 1931 : Party Husband (en) de Clarence G. Badger : Laura
- 1931 : Their Mad Moment de Hamilton MacFadden et Chandler Sprague : Emily Stanley
- 1931 : The Reckless Hour de Arthur Richman et Florence Ryerson : Margaret 'Margie' Nichols
- 1931 : La Fille de l'enfer (Safe in Hell) de William A. Wellman : Gilda Carlson
- 1932 : Love Affair de Thornton Freeland : Carol Owen
- 1932 : Un mauvais garçon (No Man of Her Own) de Wesley Ruggles : Kay Everly
- 1933 : Neighbors' Wives de B. Reeves Eason : Helen McGrath
- 1933 : Curtain at Eight de E. Mason Hopper : Lola Cresmer
- 1933 : The Chief de Charles Reisner : Dixie Dean
- 1934 : Picture Brides de Phil Rosen : Mame Smith
- 1934 : Cheaters de Phil Rosen : Mabel
- 1937 : Bulldog Drummond at Bay de Norman Lee : Doris
- 1953 : Studio One (1 épisode, Série télévisée)
- 1968 : Hawaii Five-O: Cocoon (Téléfilm) de Paul Wendkos
- 1976 et 1980 : Hawaï police d'État (Hawaii Five-O) (deux épisodes, Série télévisée); Mrs. Pelcher